# Çekmece, Defne
Çekmece là một thị trấn thuộc huyện Defne, tỉnh Hatay, Thổ Nhĩ Kỳ. Dân số thời điểm năm 2011 là 18.124 người.